# Christiane Guhel
Christiane Guhel, z domu Elien – francuska łyżwiarka figurowa, startująca w parach tanecznych z mężem Jean Paulem Guhelem. Wicemistrzyni świata (1962), mistrzyni (1962) i dwukrotna wicemistrzyni Europy (1960, 1961) oraz 5-krotna mistrzyni Francji (1958–1962).

## Osiągnięcia
Z Jean Paulem Guhelem
| Zawody              | 1958           | 1959           | 1960           | 1961           | 1962           |                |                |                |                |                |                |                |                |                |                |                |                |
| Międzynarodowe      | Międzynarodowe | Międzynarodowe | Międzynarodowe | Międzynarodowe | Międzynarodowe | Międzynarodowe | Międzynarodowe | Międzynarodowe | Międzynarodowe | Międzynarodowe | Międzynarodowe | Międzynarodowe | Międzynarodowe | Międzynarodowe | Międzynarodowe | Międzynarodowe | Międzynarodowe |
| ------------------- | -------------- | -------------- | -------------- | -------------- | -------------- | -------------- | -------------- | -------------- | -------------- | -------------- | -------------- | -------------- | -------------- | -------------- | -------------- | -------------- | -------------- |
| Mistrzostwa świata  | 6              | 6              | 3              |                | 2              |                |                |                |                |                |                |                |                |                |                |                |                |
| Mistrzostwa Europy  | 4              | 3              | 2              | 2              | 1              |                |                |                |                |                |                |                |                |                |                |                |                |
| Krajowe             |                |                |                |                |                |                |                |                |                |                |                |                |                |                |                |                |                |
| Mistrzostwa Francji | 1              | 1              | 1              | 1              | 1              |                |                |                |                |                |                |                |                |                |                |                |                |